# Creative Commons

Logo Creative Commons

Druhá verze loga Some Rights Reserved (Některá práva vyhrazena)

Creative Commons (CC, česky volně tvůrčí společenství) je americká nezisková organizace, která si za cíl klade rozšířit množství autorských děl dostupných veřejnosti k legálnímu využívání a sdílení.
Creative Commons nabízí škálu různých licenčních schémat, která držitelům autorských práv umožňují nabídnout některá práva na užívání díla veřejnosti, zatímco jiná práva jim stále zůstávají. Cílem je omezit potíže, které platné autorské zákony kladou sdílení informací.
Na webových stránkách Creative Commons si držitel autorských práv může vybrat z řady volných licencí, které poté může použít při zveřejnění svého díla na webu. Creative Commons také poskytují RDF/XML metadata, která popisují licenci a dílo tak, aby bylo snadné automaticky zpracovat a dohledat takto licencovaná díla. Organizace také nabízí projekt „Founder's Copyright“ (Autorské právo zakladatelů), jehož cílem je obnovit účinky původního autorského práva, vtěleného do ústavy USA jejími zakladateli.

## Organizace
Organizaci Creative Commons založil v roce 2001 Lawrence Lessig (dnes její předseda) s myšlenkou podpořit cíle své žaloby u Nejvyššího soudu USA (Eldred v. Ashcroft). První sada licencí Creative Commons byla zveřejněna 16. prosince 2002. Na veletrhu Prix Ars Electronica 2004 bylo projektu uděleno ocenění Golden Nica Award v kategorii „Net Vision“.

## Licence

### Typy licencí
Licence Creative Commons vznikají kombinací několika základních vlastností, které popisují, jaká práva si chce držitel autorských práv podržet a jakých si přeje se vzdát. Existují čtyři základní vlastnosti:
 Uveďte původ (Attribution; zkratka by; v češtině dříve označováno jako Uveďte autora): Umožňuje ostatním rozmnožovat, rozšiřovat, vystavovat a sdělovat dílo a z něj odvozená díla pouze při uvedení autora.

 Neužívejte komerčně (Noncommercial; nc): Umožňuje ostatním rozmnožovat, rozšiřovat, vystavovat a sdělovat dílo (případně z něj odvozená díla) pouze pro nevýdělečné účely.

 Nezpracovávejte (No Derivative Works; nd): Umožňuje ostatním rozmnožovat, rozšiřovat, vystavovat a sdělovat pouze dílo v původní podobě, nikoli díla z něj odvozená.

 Zachovejte licenci (Share Alike; sa): Umožňuje ostatním rozšiřovat odvozená díla pouze za podmínek identické či slučitelné licence. (Viz též copyleft.)
Kombinací těchto podmínek může teoreticky vzniknout šestnáct možných variant, z nich je ovšem pět nesmyslných (čtyři z nich kombinují klauzule nd a sa, které se navzájem vylučují, pátá nepoužívaná kombinace je prázdná). Od verze 2.0 již nejsou vydávány verze licencí neobsahující klauzuli by; všechny typy licencí tedy již vyžadují uvedení původu díla.
Vedle tohoto systému licencí vzniklo také označení CC-0, která autorovi umožňuje dílo uvolnit k volnému užití bez jakýchkoli podmínek (do maximální míry, do které to zákony umožňují); jde tedy o licenční obdobu volných děl, resp. tzv. public domain. Creative Commons také nabízí nástroj Public Domain Mark, který umožňuje jednoznačně označit volné dílo, které (už) není chráněno autorským právem.

### Postupný vývoj, verze licencí
Původní podoba licencí vydaná v roce 2002, se označuje jako verze „1.0“. Postupně vznikaly další upravené verze licencí, označované postupně jako 2.0 (rok 2004; u některých lokalizovaných verzí existuje také opravená verze 2.1), 2.5 (2005), 3.0 (2007), 4.0 (2013).
Ve všech verzích platí stejné základní parametry dané typem licence, ale postupně se doplňují řešení souvisejících otázek, které v souvislosti s licencemi v praxi vyvstaly (např. právo pořizovatele databáze, osobnostní práva, DRM atd.).

### Lokalizované (národní) verze
Původní licence Creative Commons byly vytvořeny na základě právního modelu platného v USA, takže nemusely být přesně slučitelné s právním systémem jiných států. Použití amerického modelu bez ohledu na místní úpravu může způsobit, že je licence neplatná či nevynutitelná. Proto s vydáním verze 2.0 začaly vznikat adaptace licencí pro právní řád konkrétních zemí. Vedle základní obecné verze (tzv. Unported) tak pro verzi 2.0 vznikly varianty pro Anglii, Austrálii, Belgii, Brazílii, Francii, Chile, Chorvatsko, Itálii, Japonsko, Jižní Koreu, Kanadu, Německo, Nizozemsko, Polsko, Rakousko, Španělsko a Tchaj-wan (některé z těchto adaptací obsahovaly chyby a následně byly pro příslušné země vydány opravené verze 2.1); ve verzích 2.5 a 3.0 přibyly adaptace pro další země, ve verzi 3.0 vznikly i české verze.  Různé adaptace stejné licence jsou považovány za slučitelné, takže např. lze překlad díla uveřejněného pod německou licencí CC-BY-SA uveřejnit pod českou licencí CC-BY-SA.
Ve verzi 4.0 však došlo k další změně, kdy základní obecná verze je konstruována již tak, aby adaptace pro různé právní řády nebyly zapotřebí. Existuje tedy jen jediná verze (tzv. Mezinárodní, International), která je jen překládána do různých jazyků, nikoli adaptována pro právní řády různých zemí.

### Přehled typů licencí
| Označení         | Popis                                                      | Zkratka  |
| ---------------- | ---------------------------------------------------------- | -------- |
| CC0 icon         | Nejširší možné užití díla (i bez uvedení autorství)        | 0        |
| CC by icon       | Pouze uvedení autora                                       | BY       |
| CC-by-ND icon    | Uvedení autora + Žádná odvozená díla                       | BY-ND    |
| CC-by-SA icon    | Uvedení autora - týká se původního díla i jeho modifikací  | BY-SA    |
| CC-by-NC icon    | Uvedení autora + Pouze nekomerční užití                    | BY-NC    |
| CC-by-NC-ND icon | Uvedení autora + Pouze nekomerční užití + Žádné modifikace | BY-NC-ND |
| CC-by-NC-SA icon | Uvedení autora + Nekomerční užití + Zachovejte licenci     | BY-NC-SA |

Například licence CC BY (Attribution) dovoluje sdílet (šířit) dílo a vytvářet díla z něj odvozená (deriváty díla), a to i ke komerčním účelům, pokud je uveden autor díla.

### Kompatibilita vybraných licencí pro odvozená díla
Následující tabulka shrnuje kompatibilitu licence původního díla a odvozeného díla pro nejpoužívanější licence Creative Commons a volná díla:
| Lze z díla zveřejněného pod licencí ↓ vytvořit odvozené dílo zveřejněné pod licencí → ?   | CC BY | CC BY-NC | CC BY-NC-ND | CC BY-NC-SA | CC BY-ND | CC BY-SA | Volné dílo |
| ----------------------------------------------------------------------------------------- | ----- | -------- | ----------- | ----------- | -------- | -------- | ---------- |
| Volné dílo / CC-0                                                                         | lze   | lze      | lze         | lze         | lze      | lze      | lze        |
| Creative Commons Uveďte původ (CC BY)                                                     | lze   | lze      | lze         | lze         | lze      | lze      |            |
| Creative Commons Uveďte původ – Neužívejte dílo komerčně (CC BY-NC)                       |       | lze      | lze         | lze         |          |          |            |
| Creative Commons Uveďte původ-Neužívejte dílo komerčně-Nezasahujte do díla (CC BY-NC-ND)  |       |          |             |             |          |          |            |
| Creative Commons Uveďte původ-Nevyužívejte dílo komerčně-Zachovejte licenci (CC BY-NC-SA) |       |          |             | lze         |          |          |            |
| Creative Commons Uveďte původ-Nezasahujte do díla (CC BY-ND)                              |       |          |             |             |          |          |            |
| Creative Commons Uveďte původ-Zachovejte licenci (CC BY-SA)                               |       |          |             |             |          | lze      |            |

## Příklady použití
Licence Creative Commons se obvykle nepoužívají pro software, pouze pro „klasická“ autorská díla (fotografie, video, zvuk apod.).
Mezi nejznámější projekty, jejichž obsah může být licencován pod jednou z licencí Creative Commons, patří encyklopedie Wikipedie, komunitní web pro sdílení fotek Flickr, Picasa/Google+, geolokačně zaměřené Panoramio, umělecký komunitní web deviantART, FreeMusicArchive.org a pod touto licencí je šířeno například i vysílání arabské televize Al-Džazíra, předpisy ministerstva dopravy ČR (politika jakosti – např. technické podmínky), stránky českého ministerstva životního prostředí nebo web městské části Praha 10.